# 髙松アロハ
髙松 アロハ（たかまつ あろは、2000年10月26日 - ）は、日本の俳優、ダンサー。ダンス&ボーカルグループ・超特急のメンバーで、活動名はアロハ。神奈川県出身。スターダストプロモーション第3事業部所属。
「高松」と表記されることがあるが、正しくは「髙松」である。

## 略歴
2016年、こんどうようぢ弟オーディションでファイナリストに選ばれる。同年9月から2017年8月まで、エイベックスの11人組ダンス&ボーカルグループ・dino（ディノ）のダンスメンバーとして活動する。ここまでは本名の「髙松アロハ勇人」で活動。
スターダストプロモーション ガールズ&ボーイズオーディション2018に合格したことを機に、2018年10月より「髙松アロハ」名義でスターダストプロモーションに所属。EBiDAN研修生から選抜されたメンバーで結成したBATTLE BOYSと、事務所初の男女混合ダンス&ボーカルグループ・DAN⇄JYOの一員となり、DAN⇄JYOではリーダーを務めた。2019年、DAN⇄JYOの活動に専念するためBATTLE BOYSを卒業。2020年12月31日、DAN⇄JYOがグループとしての活動を終了する。
2022年、メインダンサー&バックボーカルグループ・超特急の新メンバーオーディションに応募し、8月8日にメインダンサーとして加入する。活動名を「アロハ」とする。超特急ではメンバーごとに号車番号と担当があり、アロハは「13号車、真っ直ぐ担当」が割り振られている。イメージカラーはターコイズ。

## 人物

### 超特急加入まで
小学生のころから超特急に加入するのが夢で、スターダストプロモーションに入るときのエントリーシートの志望動機にも「超特急のスタイルに憧れて」と書いた。事務所に入ってから3年後、超特急の新メンバーオーディションが開催されると知り、即応募した。ダンサーのオーディションに加えて、歌はほぼ未経験であったが、ボーカルのオーディションにも挑戦した。

### 超特急として
「真っ直ぐ担当」の由来は、担当を考える際にスタッフ・メンバー・家族に相談し、父親から「お前は最後までまっすぐ行け」と言われたことからきている。
超特急の中でも高い運動能力を持ち、2023年の『GENERATIONS高校TV』（AbemaTV）では「芸能界のスポーツ王」と呼ばれる関口メンディーと30メートル走で互角に戦い、2024年には芸能界のスポーツ男子が対決する『最強スポーツ男子頂上決戦』（TBS）に出演した。
11号車シューヤは、dinoで一緒に活動していた。

### 趣味・嗜好
趣味はスケートボード、スキー、テニス、ドライブ、サウナ。超特急に加入する前に、アルバイトでサウナ施設の熱波師をしていたことがある。特技はダンス、アクロバット。

## 出演

### テレビドラマ
- FAKE MOTION -卓球の王将-（2020年4月9日 - 5月28日、日本テレビ） - 槇原遊 役[31]
- ネメシス 第2話（2021年4月18日、日本テレビ）[1]
- 寺西一浩ドラマ〜人生いろいろ〜（2021年7月9日 - 9月24日、TOKYO MX） - 岸田剛 役[1]
- 仮面ライダーリバイス 第17話・第18話（2022年1月9日・16日、テレビ朝日） - 高校生 役
- 超特急、地球を救え。（2022年9月7日 - 28日、テレビ東京） - 主演・本人 役（超特急全員で主演）[32]
- 君との朝食は決めている 第2話（2023年3月23日、フジテレビTWO） - 裕 役[33][34]
  - 口説き文句は決めている 第2話（2023年4月14日、ひかりTVチャンネル）[33][35]
- 4月の東京は…（2023年6月16日 - 8月4日、MBS） - 主演・石原蓮 役（櫻井佑樹とのW主演）[36]
- みなと商事コインランドリー2 第9話（2023年8月31日、テレビ東京）- 男性 役[37]
- うちの弁護士は手がかかる 第3話（2023年10月27日、フジテレビ）- 安蘭 役[38]
- 恋をするなら二度目が上等（2024年3月6日 - 4月10日、MBS・TBS） - 白石優人 役[39]
- 初めましてこんにちは、離婚してください（2024年11月8日 - 12月27日、MBS） - 税所羽澄 役[40]
- 純喫茶つながり、閉店します 第1話（2024年3月1日、テレビ愛知） - 成田祥吾 役[41]
- 社畜人ヤブー（2025年4月4日 - 6月20日、BS松竹東急） - 高柳星翔 役[42]

### ウェブドラマ
- てのひらラブストーリー ～婚活五重奏～「焼き鳥、串から外すか？ 外さないか？」（2024年9月30日・10月7日、STUDIO sauce公式TikTok・YouTube・X・Instagram） - 神田拓海 役[43]
- 元カレ図鑑（2025年1月14日、元カレ図鑑TikTok・YouTube・Instagram）[44]
- 完全不倫 -隠す美学、暴く覚悟- スピンオフドラマ「不完全不倫」 第2話（2025年7月9日、TVer）- ケンスケ 役[45]

### 映画
- HIGH&LOW THE WORST X（2022年9月9日公開、松竹）[1]
- 劇場版 人生いろいろ（2022年9月23日公開、HumanPictures） - 岸田剛 役[46]
- 恋をするなら二度目が上等〜special edition〜（2024年12月13日公開、カルチュア・パブリッシャーズ） - 白石優人 役[47]
- 純愛上等！（2026年公開予定、S・D・P） - 主演・亀井円 役（山中柔太朗とのW主演）[48]

### 舞台
- FAKE MOTION 2021 SS LIVE SHOW（2021年3月25日・26日、東京ガーデンシアター） - 槇原遊 役[49]
- LIVE STAGE「スケートリーディング☆スターズ」（2021年10月22日 - 31日、品川プリンスホテル ステラボ－ル） - 城ノ内颯太 役[50][51]

### CM
- ソフトバンク「ギガ国物語」 スチール（2019年）[1]
- 花王 ケープ FOR ACTIVE CM（2019年）[1]
- きもの やまと 成人の日「ようこそ、大人へ。」特別ムービー（2022年）[1][52]
- LIPPS BOY 新ブランドムービー（2022年）[1][53]
- IGNIS iO「トーンアップ ボディミルク」ムービー（2023年）[54]

### ミュージックビデオ
- HONG¥O.JP「high skrrr boyz」（2019年）[55]
- 寺西優真「君のこえ」（2021年）[56]
- Tani Yuuki「Cheers」（2023年）[1]

## 書籍

### 写真集
- 高松アロハFIRST PHOTOBOOK『波濤』（2024年9月28日発売[57]、KADOKAWA）ISBN 978-4-0489-7799-9

### 雑誌連載
- ALOHA's CAMP（『TV LIFE』2024年10月18日号[58] - ）